# Maximilian Thomas von Aicher
Maximilian Thomas Aicher, seit 1806 Ritter von Aicher, (* 21. Dezember 1753 in Pasing; † 26. Juli 1831 in München) war ein bayerischer Offizier, zuletzt Generalmajor.

## Leben
Er war der Sohn des kurfürstlich bayerischen Rittmeisters Georg Franz Aicher und dessen Frau Maria Anna, eine geborene Kempfer. 
Aicher trat am 1. Mai 1774 als Kadett in das kurbayerische Regiment „Christian Freiherr von Herold“ ein, wurde am 1. November 1772 zum Korporal und am 1. Oktober 1774 zum Feldwebel befördert. Am 14. April 1781 erfolgte seine Ernennung zum Regimentsadjutanten sowie Unterleutnant und am 8. Mai 1785 die zum Oberleutnant. 
Als Stabskapitän, seit dem 20. Juni 1792, gehörte er mit seiner Verband im November 1792 zu dem bei Donauwörth neugebildeten Korps und gelangte mit diesem im Dezember 1792 nach Mannheim. Mit den bayerischen Kontingentstruppen nahm er 1793/96 am Feldzug gegen Frankreich teil. Im Gefecht bei Wörth im Elsass am 22. Dezember 1793 zeigte er zusammen mit Kapitän Karl von Vincenti größte Umsicht. Sein Name erschien wiederholt belobigend in den Kontingentsrapporten, so dass Aicher, durch kurfürstliches Reskript vom 19. Februar 1795, mit dem Militär-Ehrenzeichen ausgezeichnet wurde. Die Verleihung erfolgte am 10. April 1795 im Hauptquartier der bayerischen Truppen zu Weinheim in einem feierlichen Akt. Im Jahre 1799 stand Aicher mit seiner Kompanie in Philippsburg und nahm an der Verteidigung der Festung teil. Am 1. April 1800 wurde er zum Kapitän in seinem Regiment, das seit 1795 „Pius, Herzog in Bayern“ hieß, befördert. 
Im folgenden Feldzug gegen Österreich 1805 konnte sich Aicher wiederholt auszeichnen. Im Gefecht bei Stecken am 5. Dezember 1805 deckte er mit seiner Grenadierkompanie die rechte Flanke des Bataillons von Pius des 8. Linieninfanterie-Regiments unter Major Hepp und ermöglichte so einen geordneten Rückzug. Nach der Verwundung des Majors übernahm Aicher als ältester Offizier dessen Kommando. Gegen drei Bataillone Österreicher kämpfend, ging Aicher in Richtung Iglau zurück und konnte sich mit dem 2. Bataillon seines Regiments vereinigen. 
Mit der Stiftung des Militär-Max-Joseph-Ordens im Armeebefehl vom 1. März 1806 wurde Aicher zum Ritter des Ordens ernannt. Damit verbunden war die Erhebung in den persönlichen Adelsstand und er durfte sich nach der Eintragung in die Adelsmatrikel Ritter von Aicher nennen.
Am 7. August 1806 zum Major befördert, wurde Aicher 1809 während des Aufstandes in Tirol zum Kommandanten der Festung Kufstein ernannt. Als solcher konnte er bei Belagerungen und Zernierungen mehrmals erfolgreich die Festung verteidigen. Am 6. März 1810 suchte Aicher für seine Leistungen als Kommandant von Kufstein um die Aufnahme als Kommandeur des 
Militär-Max-Joseph-Ordens nach und wurde bei einem zu Hall am 16. April 1810 abgehaltenen Ordenskapitel einstimmig begutachtet. Allerdings sagte der Ordensgroßkanzler Johann Nepomuk von Triva in seinem am 10. Mai 1810 erstatteten Bericht, dass er seine Pflicht als tapferer Offizier und Kommandant vollkommen erfüllt hat, aber das Vorrücken in die Reihe der Kommandeure des Ordens dürfe unterbleiben, da eine solche Auszeichnung keineswegs für Kommandanten bestimmt sei, die nur ihrer Schuldigkeit nachgekommen sind. Mit seiner Beförderung zum Oberstleutnant am 23. März 1810, die für Kommandantschaftspersonal nicht gewöhnlich war, wurde seine Leistung ausreichend gewürdigt. Die folgende Allerhöchste Entschließung billigte die Anschauung des Großkanzlers. Ein Armeebefehl vom 10. Mai 1810 erwähnt, dass die Garnison der Festung Kufstein unter dem Kommando von Oberstleutnant Aicher während drei Zernierungen in fünf Monaten die Festung mit Mut und Standhaftigkeit verteidigt hat. 
Aicher blieb noch bis Juli 1814 Kommandant von Kufstein und wurde, nach erfolgter Räumung der Festung seitens Bayern, am 17. September 1815 Kommandant von Eichstätt. Am 31. Dezember 1817 zum Kommandanten von Rosenberg ernannt, wurde er am 1. Januar 1823 als Oberst charakterisiert und am 25. September 1825 zum wirklichen Oberst befördert. Am 27. April 1826 erfolgte seine Versetzung in den Ruhestand unter gleichzeitiger Verleihung des Charakters als Generalmajor. Für seine Verdienste erhielt er am 27. November 1827 das Ehrenkreuz des Ludwigsordens.  
Maximilian Thomas von Aicher starb am 26. Juli 1831 im  Alter von 77 Jahren in München.

## Tagebuch
- Abschrift des Tagebuches über die Vertheidigung der Festung Kufstein im Jahre 1809 unter dem k. baier. Festungskommandanten Major v. Aicher. In: Veröffentlichungen des Tiroler Landesmuseum Ferdinandeum. Jahrgang 6, Innsbruck 1846, S. XXXVII (Manuskript, Eintrag bei zobodat.at).